# Невільницький ринок з появою невидимого бюста Вольтера
«Неві́льницький ри́нок з поя́вою неви́димого бю́ста Вольте́ра» — картина іспанського художника Сальвадора Далі, написана у 1940 році. Зберігається у колекції Музею Сальвадора Далі у Сент-Пітерсбурзі.

## Опис
Сальвадор Далі описував свою роботу над цією картиною як спробу змусити ненормальне виглядати нормальним, а нормальне — ненормальним. Про картину 1940 року Далі писав:
|  | Своєю палкою любов'ю Гала витягла мене з іронічного та метушливого світу рабів. З мого життя Гала стерла і образ Вольтера, і всі сліди скептицизму. |